# Матисс, Марина
Марина Матисс (исп. Marina Matiss, род. 31 марта 1991, Минск) — белорусская и испанская певица, поэтесса и композитор.

## Биография
Родилась 31 марта 1991 года в Минске. В четыре года начала играть на фортепиано. Окончила музыкальную школу № 12 по классу фортепиано. Затем окончила Минский государственный лингвистический университет.
В 2013 году переехала в Испанию. С 2017 года живёт в Барселоне.
15 октября 2019 года выпустила роман «Невесомость». Номинирована на национальную литературную премию «Поэт года 2021». Представлена к награждению золотой медалью «Афанасий Фет 200 лет» Российского союза писателей за вклад в русскую литературу.
В январе 2020 года начала сольную карьеру певицы. 24 января вышел первый её сингл — «Phoboslight».
В марте выпустила песню «The Choice» при участии гитариста Давида Палау. В июне выпустила песню «More Than Heaven». В августе вышел сингл «Lovebugs».
В ноябре Марина выпустила сингл «El Perdón», ставший первым релизом на испанском языке.
Для своих песен Марина пишет тексты на английском и испанском языках.
В 2020 году она была номинирована на премию Radio Wigwam в категории «Лучший женский исполнитель» в Великобритании.

## Дискография

### Синглы
- Phoboslight (24.01.2020)
- The Choice (13.03.2020)
- More Than Heaven (22.06.2020)
- Lovebugs (17.08.2020)
- El Perdón (13.11.2020)

## Клипы
- Phoboslight (2020)
- El Perdón (2020)